# Tractat germano-soviètic d'amistat, cooperació i demarcació

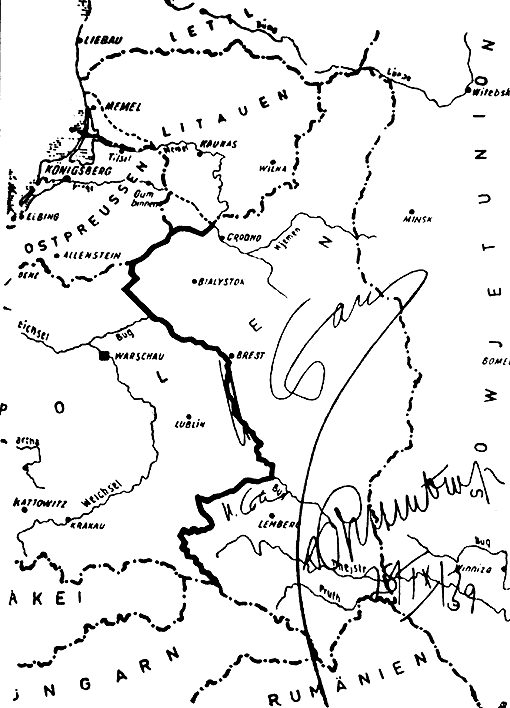
Mapa adjunt al tractat germano-soviètic que divideix Polònia en zones d'ocupació alemanya i soviètica.

El Tractat germano-soviètic d'amistat, cooperació i demarcació (Tractat d'amistat i de fronteres germano-soviètic) va ser un tractat signat per l'Alemanya nazi i la Unió Soviètica el 28 setembre de 1939 després que els alemanys i els soviètics envaïssin Polònia de forma conjunta. Va ser signat per Joachim von Ribbentrop i Viatxeslav Mólotov, ministres d'afers exteriors d'Alemanya i la Unió Soviètica, respectivament. Va ser una continuació del Pacte Mólotov-Ribbentrop, signat el 23 d'agost. Només una petita part del tractat va ser anunciada públicament.

## Articles secrets
Hi havia diversos articles secrets adjunts. Aquests articles permetien intercanvis de població de nacionals russos i alemanys de les zones poloneses afectades per la partició, redibuixaren parts de les esferes d'influències d'Europa Central dictades pel Pacte Mólotov-Ribbentrop, i incloïen un acord per suprimir qualsevol "agitació polonesa".
Quan la Wehrmacht avançà contra Polònia, els alemanys prengueren el control del Voivodat de Lublin i de la part oriental del Voivodat de Varsòvia, territoris que, d'acord amb el Pacte Mólotov-Ribbentrop estaven en l'esfera d'influència soviètica. Per compensar la Unió Soviètica per aquesta pèrdua, les clàusules secretes del tractat trasnferiren Lituània, a excepció d'un petit territori a la Regió de Suwałki, de vegades coneguda com el Triangle de Suwałki, a l'esfera d'influència soviètica. Després d'aquesta transferència, la Unió Soviètica va emetre un ultimàtum a Lituània, l'ocupà el 15 de juny de 1940 i va establir la República Socialista Soviètica de Lituània.